# دانشگاه پاتراس
دانشگاه پاتراس (یونانی: Πανεπιστήμιο Πατρών) یک دانشگاه دولتی در پاتراس، یونان است. این دانشگاه سومین دانشگاه بزرگ یونان از نظر تعداد دانشجو، کارکنان و تعداد دانشکده‌ها است. حیات دانشگاهی غنی، کار تحقیقاتی و آموزشی دانشگاه پاتراس هر ساله دانشجویان برتر بسیاری را به عنوان انتخاب اولشان برای تحصیلات عالی به خود جذب می‌کند.